# 庙岛
庙岛位于中华人民共和国华东地区山东半岛以北的渤海海峡中，是庙岛群岛（长山列岛）中一座岛屿。庙岛原属山东省长岛县管辖，2020年长岛县与蓬莱市合并成立了烟台市蓬莱区，现庙岛属于烟台市蓬莱区北长山乡管辖。

## 地理
庙岛位于庙岛群岛南部岛群的中央地带，长2.6千米，宽1.1千米。面积1.4254平方千米，海岸线长8.37千米。最高点位于岛中部的凤凰山（又名玉皇顶），海拔98.3米。

## 文化
中国北方最大的妈祖庙庙岛显应宫位于该岛上。